# J리그컵 / 코파 수다메리카나 챔피언십
J리그컵 / 코파 수다메리카나 챔피언십(영어: J.League Cup / Copa Sudamericana Championship, 일본어: Jリーグカップ/コパ・スダメリカーナ王者決定戦)은 전년도의 코파 수다메리카나 우승 팀을 초청하여 전년도 일본 J리그컵 우승 팀의 홈 구장에서 단판 승부 형식으로 치르는 일종의 슈퍼컵 대회로 2008년에 처음으로 개최되어 2019년까지 12년 동안 매년 1회씩 개최되었다.

## 역사
2018년 대회까지는 일본의 스루가 은행이 대회의 프레젠팅 스폰서를 맡았기 때문에 스루가 은행 챔피언십(영어: Suruga Bank Championship 스루가 뱅크 챔피언십[*], 일본어: スルガ銀行チャンピオンシップ 스루가 긴코 찬피온싯푸[*], 스페인어: Copa Suruga Bank 코파 스루가 뱅크[*], 포르투갈어: Copa Suruga Bank 코파 스루가 뱅크[*])이라고 불렸다. 2019년에는 프레젠팅 스폰서 없이 대회가 열렸고, 2020년과 2021년 대회는 개최 시기가 2020년 하계 올림픽 개최 시기와 겹치는 것을 고려해 열리지 않았다. 그리고 2022년 이후에도 계속 열리지 않고 있다.

## 경기 규칙
- 경기는 지난 시즌 J리그컵 우승 팀의 홈 경기장에서 개최되며 단판 승부 형식으로 우승 팀을 가린다.
- 경기 시간은 전·후반 45분씩 총 90분으로 한다. 후반전이 종료된 상황에서 양 팀이 동점을 기록한 경우는 연장전을 생략하고 바로 승부차기를 실시한다.

## 역대 우승 팀
전년도 J리그컵의 우승 팀(JFA)이 홈이고, 전년도 코파 수다메리카나의 우승 팀(CONMEBOL)은 어웨이가 된다.
| 보기 | 보기   |
| ---- | ------ |
| 우승 | 준우승 |

| 연도   | JFA (홈)                                                            | 결과                                                                | CONMEBOL (어웨이)                                                   | 경기장                                                              | 관중                                                                |
| ------ | ------------------------------------------------------------------- | ------------------------------------------------------------------- | ------------------------------------------------------------------- | ------------------------------------------------------------------- | ------------------------------------------------------------------- |
| 2008년 | 감바 오사카                                                         | 0 – 1                                                               | 아르세날                                                            | 나가이 육상 경기장 (오사카)                                         | 19,728명                                                            |
| 2009년 | 오이타 트리니타                                                     | 1 – 2                                                               | 인테르나시오나우                                                    | 오이타 종합경기장 (오이타)                                          | 16,505명                                                            |
| 2010년 | FC 도쿄                                                             | 2 – 2 (승부차기 4 – 3)                                              | LDU 키토                                                            | 국립 가스미가오카 육상 경기장 (도쿄)                                | 19,423명                                                            |
| 2011년 | 주빌로 이와타                                                       | 2 – 2 (승부차기 4 – 2)                                              | 인데펜디엔테                                                        | 시즈오카 에코파 스타디움 (후쿠로이)                                 | 19,034명                                                            |
| 2012년 | 가시마 앤틀러스                                                     | 2 – 2 (승부차기 7 – 6)                                              | 우니베르시다드 데 칠레                                              | 이바라키 현립 가시마 사커 스타디움 (가시마)                         | 20,021명                                                            |
| 2013년 | 가시마 앤틀러스                                                     | 3 – 2                                                               | 상파울루                                                            | 이바라키 현립 가시마 사커 스타디움 (가시마)                         | 26,202명                                                            |
| 2014년 | 가시와 레이솔                                                       | 2 – 1                                                               | 라누스                                                              | 히타치 가시와 축구장 (가시와)                                       | 10,140명                                                            |
| 2015년 | 감바 오사카                                                         | 0 – 3                                                               | 리버 플레이트                                                       | 만박 기념 경기장 (스이타)                                           | 12,722명                                                            |
| 2016년 | 가시마 앤틀러스                                                     | 0 – 1                                                               | 산타페                                                              | 이바라키 현립 가시마 사커 스타디움 (가시마)                         | 19,716명                                                            |
| 2017년 | 우라와 레드 다이아몬즈                                              | 1 – 0                                                               | 샤페코엔시                                                          | 사이타마 스타디움 2002 (사이타마)                                   | 11,002명                                                            |
| 2018년 | 세레소 오사카                                                       | 0 – 1                                                               | 인데펜디엔테                                                        | 나가이 육상 경기장 (오사카)                                         | 10,035명                                                            |
| 2019년 | 쇼난 벨마레                                                         | 0 – 4                                                               | 아틀레치쿠 파라나엔시                                               | 쇼난 BMW 스타디움 히라쓰카 (히라쓰카)                               | 9,129명                                                             |
| 2020년 | 2020년 도쿄 하계 올림픽 개최가 예정되어 있었기 때문에 열리지 않았음 | 2020년 도쿄 하계 올림픽 개최가 예정되어 있었기 때문에 열리지 않았음 | 2020년 도쿄 하계 올림픽 개최가 예정되어 있었기 때문에 열리지 않았음 | 2020년 도쿄 하계 올림픽 개최가 예정되어 있었기 때문에 열리지 않았음 | 2020년 도쿄 하계 올림픽 개최가 예정되어 있었기 때문에 열리지 않았음 |
| 2021년 | 2020년 도쿄 하계 올림픽 개최로 인하여 열리지 않았음                 | 2020년 도쿄 하계 올림픽 개최로 인하여 열리지 않았음                 | 2020년 도쿄 하계 올림픽 개최로 인하여 열리지 않았음                 | 2020년 도쿄 하계 올림픽 개최로 인하여 열리지 않았음                 | 2020년 도쿄 하계 올림픽 개최로 인하여 열리지 않았음                 |